# Hyung Jin Moon
Hyung Jin Moon (nascido em 26 de setembro de 1979), também conhecido como Sean Moon, é um pastor americano e co-fundador, ao lado de sua esposa, Yeon Ah Lee Moon, da Igreja do Santuário da Unificação e Paz Mundial com sede na Pensilvânia, também conhecida como Ministério do Cetro de Ferro. A Igreja do Santuário foi fundada em 2013 por Hyung Jin Moon, depois o falecimento do pai Moon. O Southern Poverty Law Center chamou Hyung Jin Moon de "anti- LGBT" em janeiro de 2018.